# Zona de Libre Comercio Continental Africana

Mapa de la Zona de Libre Comercio Continental Africana con los firmantes iniciales en verde oscuro.

La Zona de Libre Comercio Continental Africana (AfCFTA por sus siglas en inglés), es el resultado del Tratado de Libre Comercio Africano entre los 55 miembros de la Unión Africana. Tras su ratificación el acuerdo ha creado la mayor área de libre comercio en número de países participantes desde la formación de la Organización Mundial del Comercio.
En marzo de 2018 los jefes de Estado africanos se reunieron en Kigali, Ruanda, para firmar este acuerdo. De los 55 miembros de la Unión Africana, 44 lo firmaron el 21 de marzo de 2018. El 13 de febrero de 2019, tras la reunión de la Unión Africana en Adís Abeba, de esos 55 solo quedaban 3 por firmar o anunciar su firma.
El acuerdo inicialmente requiere que sus firmantes eliminen los aranceles del 90 % de los bienes, dando libre acceso a bienes y servicios a través del continente. La Comisión Económica para África de las Naciones Unidas estima que el acuerdo aumentará un 52 % el comercio intraafricano para 2022. El acuerdo entró en vigor el 30 de mayo de 2019 tras ratificarlo 23 países.

## Historia
La planificación inicial del acuerdo empezó en 2013, con las negociaciones celebradas en 2015 durante las cumbres de la Unión Africana.
El primer foro de negociación se estableció en febrero de 2016 y celebró 8 reuniones hasta la cumbre de Kigali en marzo de 2018, donde se firmó la AfCFTA. Desde febrero de 2017 los grupos técnicos de trabajo celebraron 4 reuniones, en las que se trataban asuntos técnicos y luego se incorporaban al borrador del acuerdo. Del 8 al 9 de marzo de 2018 los ministros de comercio de los países de la Unión Africana aprobaron este borrador.
En la cumbre extraordinaria de la Asamblea de la Unión Africana el 21 de marzo en Kigali se firmó el acuerdo que establece la Zona de Libre Comercio Continental Africana, junto con la Declaración de Kigali y el Protocolo de Libertad de Movimientos. Otros países que firmaron la Declaración de Kigali, como Sudáfrica y Namibia, esperan firmar la AfCFTA durante la cumbre de la UA en julio de 2018.
Las negociaciones continuarán durante 2018 con la Fase II, que incluye políticas de inversión, competencia y derechos de propiedad intelectual. Se espera que concluyan en la reunión de la UA de enero de 2020.
Sudáfrica, Sierra Leona, Namibia, Lesoto y Burundi han firmado la AfCFTA durante la 31ª cumbre de la Unión africana en Nuakchot, Mauritania.

## Instituciones
Según los resultados de Fase I de las negociaciones, cuando la AfCFTA entre en vigor se crearán las instituciones siguientes, para facilitar la puesta en funcionamiento de la zona de libre comercio. A raíz de la Fase II de las negociaciones podrían establecerse más comités a través de protocolos.

### Secretariado de la AfCFTA
Este secretariado será responsable de la coordinación de la puesta en práctica del acuerdo y será un órgano autónomo dentro del sistema de la UA. Aunque tendrá personalidad jurídica propia, deberá trabajar estrechamente con la Comisión de la UA y recibir su presupuesto de la UA. El consejo de los ministros responsables del comercio decidirá la ubicación de la sede, estructura, función y responsabilidades.

### Asamblea de los jefes de Estado y de gobierno de la Unión Africana
Esta asamblea de los dirigentes de los países firmantes de la AfCFTA es su órgano supremo. Probablemente se reúna durante las cumbres de la UA.

### Consejo de los ministros responsables del comercio
Este consejo proporciona supervisión estratégica de la política comercial y asegura la aplicación efectiva de la AfCFTA.

### Comité sénior de funcionarios de comercio
Este comité pone en práctica las decisiones del consejo. El comité es responsable de la elaboración de programas y planes de acción para poner en marcha la AfCFTA.

### Órgano de resolución de conflictos
Sus reglas y procedimientos se establecerán en el protocolo sobre resolución de conflictos, que está por negociar.

### Comités
A través de protocolos se establecerán varios comités para ayudar con la aplicación de asuntos concretos. Ya se ha acordado establecer comités para el comercio de bienes, para el de servicios, para las reglas de origen, para el dumping, para barreras no arancelarias, barreras técnicas y medidas sanitarias y fitosanitarias.

## Miembros
La mayoría de los países miembros de la UA firmaron el acuerdo inicial, incluyendo:
- Argelia
- Angola
- Burkina Faso
- Burundi
- Cabo Verde
- Camerún
- República Centroafricana
- Chad
- Comoras
- Costa de Marfil
- República Democrática del Congo
- Yibuti
- Egipto
- Guinea Ecuatorial
- Etiopía
- Gabón
- Gambia
- Ghana
- Guinea
- Kenia
- Lesoto
- Liberia
- Libia
- Madagascar
- Malaui
- Mali
- Mauritania
- Mauricio
- Marruecos
- Mozambique
- República del Congo
- Namibia
- Níger
- Ruanda
- República Árabe Saharaui Democrática
- Santo Tomé y Príncipe
- Senegal
- Seychelles
- Sierra Leona
- Somalia
- Sudáfrica
- Sudán del Sur
- Sudán
- Suazilandia
- Tanzania
- Togo
- Túnez
- Uganda
- Zimbabue

Benín, Botsuana, Eritrea, Guinea-Bisáu, Nigeria y Zambia no firmaron este acuerdo inicial. El presidente de Nigeria, Muhammadu Buhari, se mostró particularmente reticente a unirse a la AfCFTA, por temor, dijo, a que dañe a las empresas e industrias nigerianas. Posteriormente Botsuana y Guinea-Bisáu firmaron dicho acuerdo.